# Pont de Koror-Babeldaob
Vous lisez un « bon article » labellisé en 2009.
Le pont de Koror-Babeldaob, aussi appelé pont de l'amitié Japon-Palaos ou encore pont K-B,, (en anglais Koror-Babeldaob Bridge, Japan-Palau Friendship Bridge ou encore K-B Bridge), est un pont à haubans en béton armé. Il est situé aux Palaos, un pays d'Océanie situé à l'est des Philippines, au nord de l'Indonésie et à l'ouest des États fédérés de Micronésie, et relie l'île de Koror à celle de Babeldaob depuis le 11 janvier 2002, date de son inauguration. Construit de novembre 1999 à octobre 2001 grâce à des fonds japonais,,, il remplace l'ancien pont à poutres en porte-à-faux en béton précontraint terminé en avril 1977 et qui s'est soudainement effondré le 26 septembre 1996 en tuant deux personnes et en blessant quatre autres,,. À la suite de cet accident, un pont provisoire flottant a été mis en place afin de rétablir la liaison entre Koror, la plus grande ville du pays, et Babeldaob, sa plus grande île, où se trouve l'aéroport international Roman-Tmetuchl,,.

## Caractéristiques

Carte du réseau routier dans les environs du pont de Koror-Babeldaob.

Le pont actuel est un pont à haubans extradossé dont le tablier et les deux pylônes sont en béton armé. Il a été conçu par Nippon Koei Co. Ltd. et Oriental Consultants Company et construit par Kajima Corporation, les haubans étant fabriqués par DYWIDAG-Systems International USA Inc. Sa longueur totale est de 413 mètres, l'épaisseur de son tablier varie de 7 mètres au niveau des piles à 3,5 mètres au centre de la travée principale et il a couté 26 millions de dollars américains, dont 25 pour sa construction, la conception absorbant le million restant.
Il se trouve dans les Palaos, un pays d'Océanie situé à l'est des Philippines, au nord de l'Indonésie et à l'ouest des États fédérés de Micronésie. Pont routier, il permet de relier les deux plus grandes îles de ce pays, celle de Koror et celle de Babeldaob, connectant ainsi la ville de Koror à la plus grande île du pays, où se trouve l'aéroport international Roman-Tmetuchl, mais aussi la nouvelle capitale, Melekeok, ainsi que la seconde ville du pays, Airai. Il enjambe une passe naturelle de 240 mètres de largeur et de 30 mètres de profondeur, le Toachel, entre les récifs coralliens entourant les deux îles et s'appuie sur des terre-pleins tantôt relié directement à l'île de Babeldaob, tantôt relié à l'île de Koror par une succession de chaussée,. Ces terre-pleins avaient déjà servi pour le pont écroulé en 1996 et le pont flottant installé provisoirement à la suite de l'accident,,.

## Histoire

### Premier pont

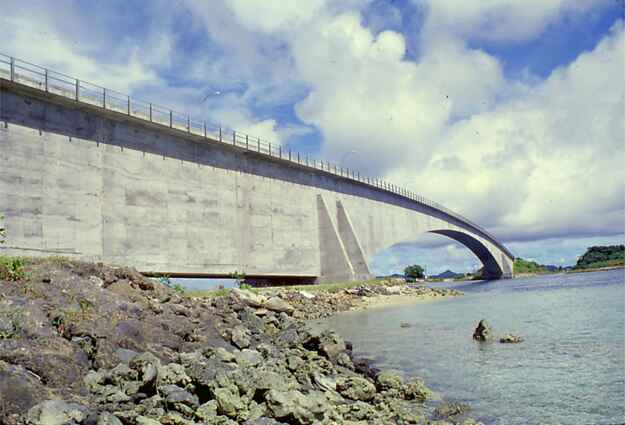
Vue du premier pont de Koror-Babeldaob avec une des travées latérales (à gauche) et la travée centrale (à droite).

Le premier pont, appelé lui aussi « pont de Koror-Babeldaob », mais aussi « pont de Koror » ou encore « pont de Koror-Babelthuap », est achevé en avril 1977. Il s'agit d'un pont routier dont le tablier en cantilever est composé de poutres-caissons en béton précontraint,,. Construit selon la technique de l'encorbellement,, il est conçu par Alfred A. Yee and Associates et Dyckerhoff & Widmann AG en 1975, cette dernière entreprise participant avec Socio Construction Co. à sa construction, dont le coût a été 5,2 millions de dollars américains.
Vu de profil, le dessous du tablier dessine une portion de parabole tandis que le dessus forme un arc de cercle. Ce tablier a une longueur totale de 385,28 mètres dont 240,8 mètres pour la travée centrale,, chacune des deux travées latérales mesurant 53,65 mètres,. D'une largeur de 7,32 mètres, supportant une chaussée de 9,62 mètres de largeur et incliné selon une pente de 6 %, son tablier dispose d'une épaisseur qui varie de 3,66 mètres au centre de la travée centrale à 14,17 mètres au niveau des piles,. Ce profil le fait culminer à 20,42 mètres au-dessus du niveau de la mer, ce qui permet le maintien de la navigation dans la passe récifale qu'il enjambe. En outre, ces caractéristiques font de lui le pont en poutre de béton le plus grand du monde,.

### Renforcement et effondrement

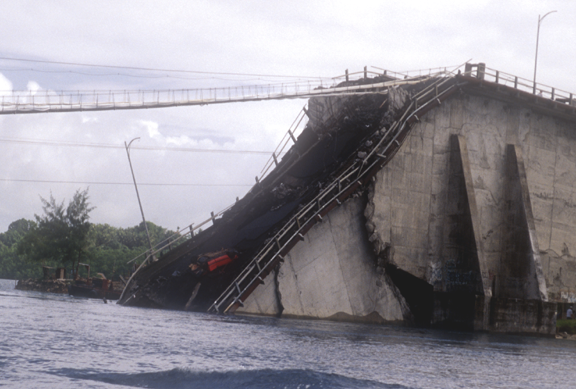
Vue en mars 1997 d'une des piles du pont effondré.

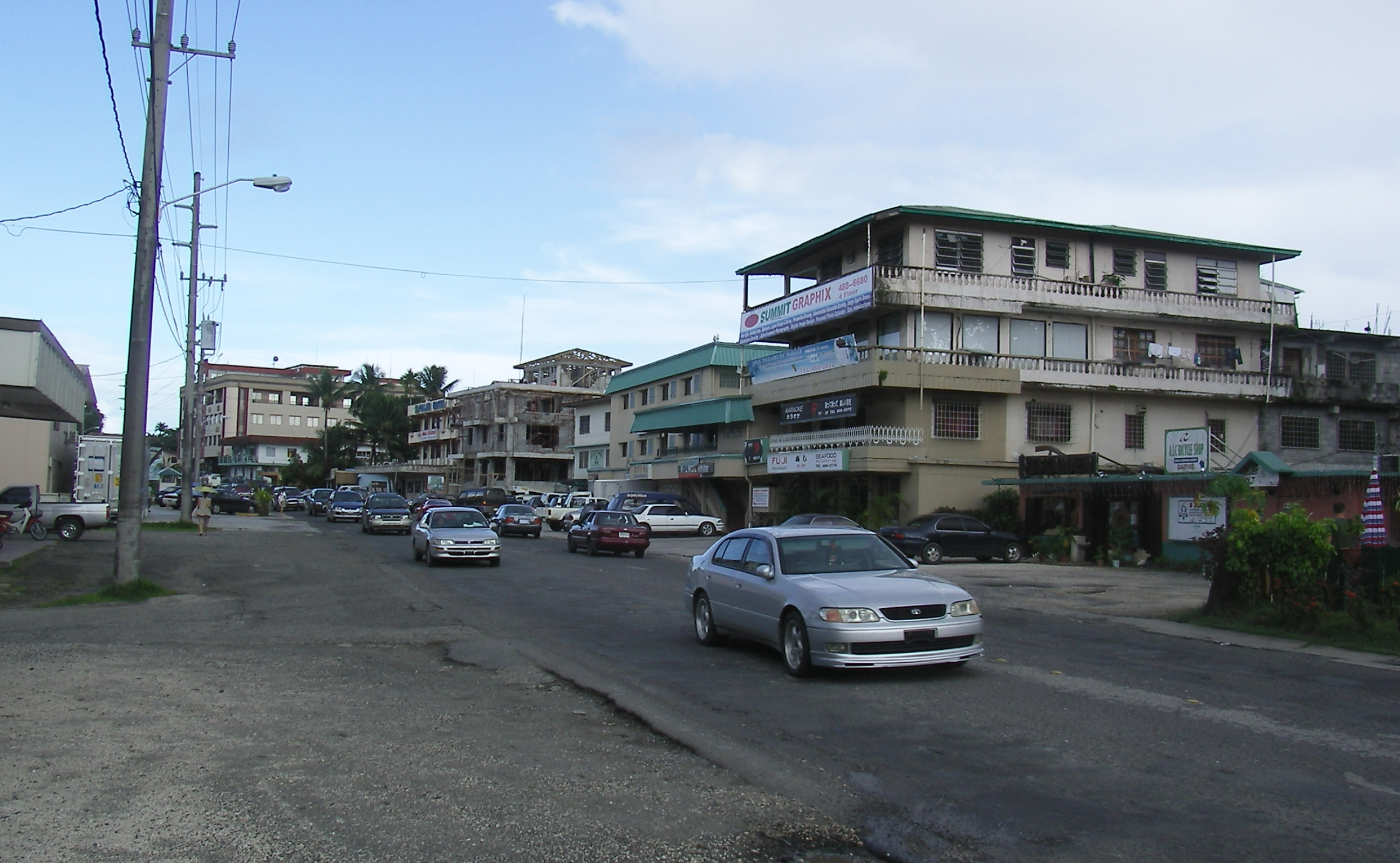
Vue d'une rue de la plus grande ville des Palaos, Koror, capitale du pays à l'époque de l'effondrement du pont.

Mal conçu, le pont se déforme en son centre au fil des ans au point qu'en 1990, le milieu de la travée centrale accuse un affaissement de 120 centimètres, occasionnant une dégradation de la chaussée, affectant le confort des automobilistes et contrariant l'aspect du pont. Dans le courant de l'année 1996, alors que les déformations atteignent 130 centimètres au milieu de la travée centrale, des études sont réalisées pour déterminer le niveau de sécurité de l'ouvrage et son éventuelle réparation,,. Ces études concluent que le pont est sûr malgré une poursuite des déformations qui atteindraient 90 centimètres supplémentaires sur les cent prochaines années,. En dépit de ces résultats, le gouvernement paluan décide de renforcer le pont dans le but de corriger les déformations et de prévenir d'ultérieurs affaissements.
Le renforcement du pont commencé en 1995 et terminé à la mi-août 1996 conduit à modifier sa structure afin de le transformer en une poutre rigide de béton,,. Ainsi, le pivot présent au centre du tablier et permettant aux deux parties symétriques du pont de bouger l'une par rapport à l'autre est supprimé, ce qui permet d'obtenir une structure continue en béton. Des câbles sont par ailleurs ajoutés à ceux déjà présents dans le coffrage en béton du tablier afin de corriger l'affaissement de ce dernier sur trente centimètres. De plus, huit joints de compression lui sont ajoutés au niveau de l'affaissement afin de compenser les déformations ainsi que la suppression de la charnière. Enfin, la surface de roulement du pont est corrigée afin d'offrir un meilleur confort aux automobilistes,.
Néanmoins, ces travaux n'empêchent pas l'écroulement soudain du pont le 26 septembre de la même année vers 17 h 45. L'accident fait deux morts, un Paluan et un Philippin, et quatre blessés,,,. Les études des débris recoupées avec des témoignages ont conduit a élaborer le scénario le plus probable de l'écroulement. En premier lieu, la partie supérieure du pont au niveau de la pile du côté de Babeldaob subit un délaminage sur une dizaine de mètres de longueur ce qui force la partie inférieure entre la pile et le centre du pont à se comporter comme une poutre rigide incapable de gérer les forces de cisaillement,. Le tablier se brise alors à hauteur de la pile du côté de Babeldaob et la travée brisée s'appuie contre l'autre moitié de la travée centrale, obligeant la pile du côté de Koror à supporter une trop grande compression. L'ensemble du tablier s'écroule alors dans le chenal lorsque cette pile cède à la suite de l'apparition de deux fractures de part et d'autre ainsi que son écrasement à sa base, terminant l'effondrement du pont, qui n'a duré que quelques secondes. L'enquête terminée en 1998 n'a cependant pas permis de déterminer les causes de l'effondrement, notamment en raison des arrangements hors tribunaux entre le gouvernement paluan et les ingénieurs incriminés. Les causes les plus probables sont les variations nycthémérales des températures ou un mauvais alignement des joints de compression mais l'effondrement n'a apparemment pas été causé par les autres travaux effectués sur le pont ni par l'emploi d'un béton de mauvaise qualité.

### Pont flottant et construction du nouveau pont

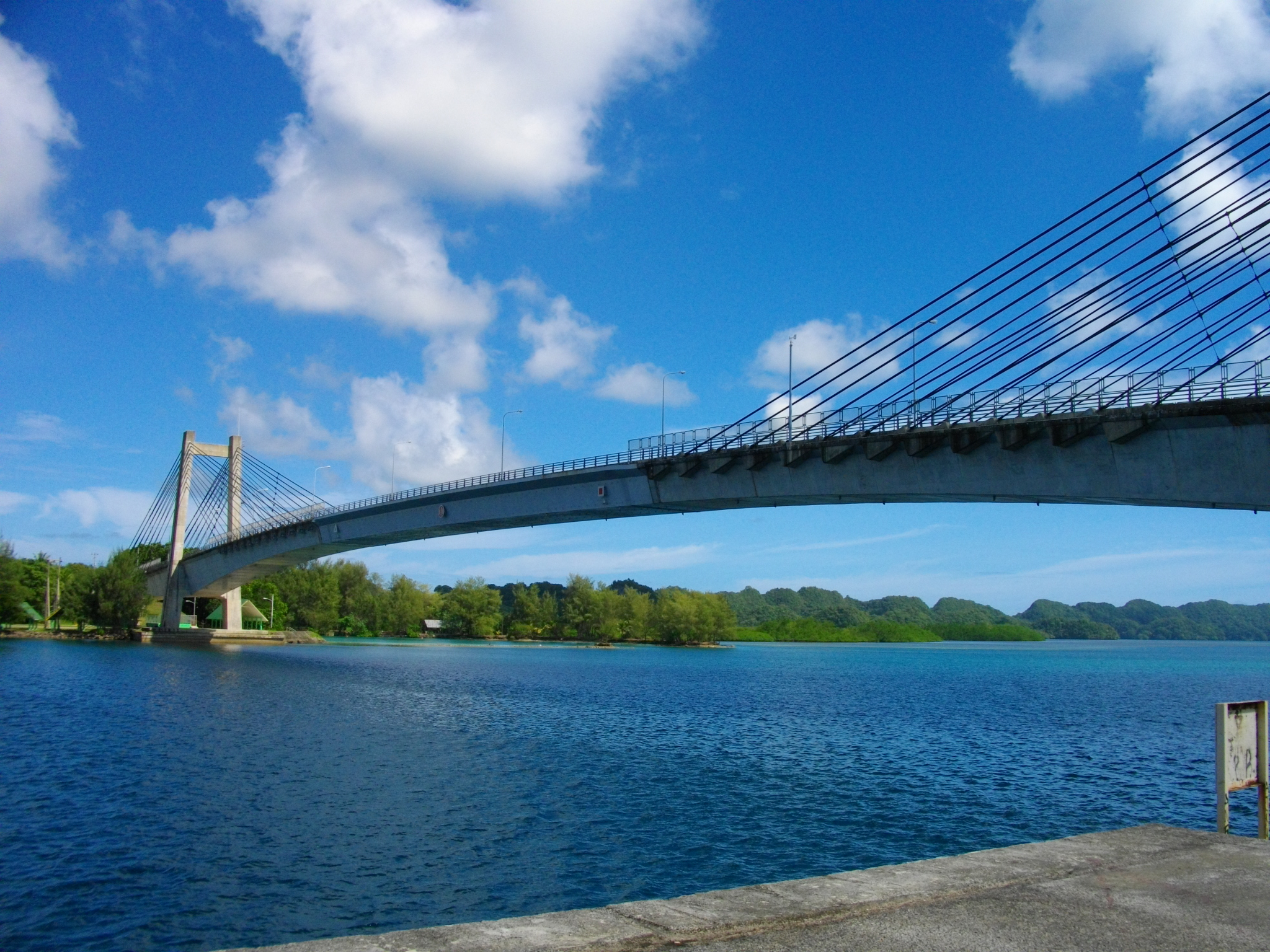
Vue du nouveau pont.

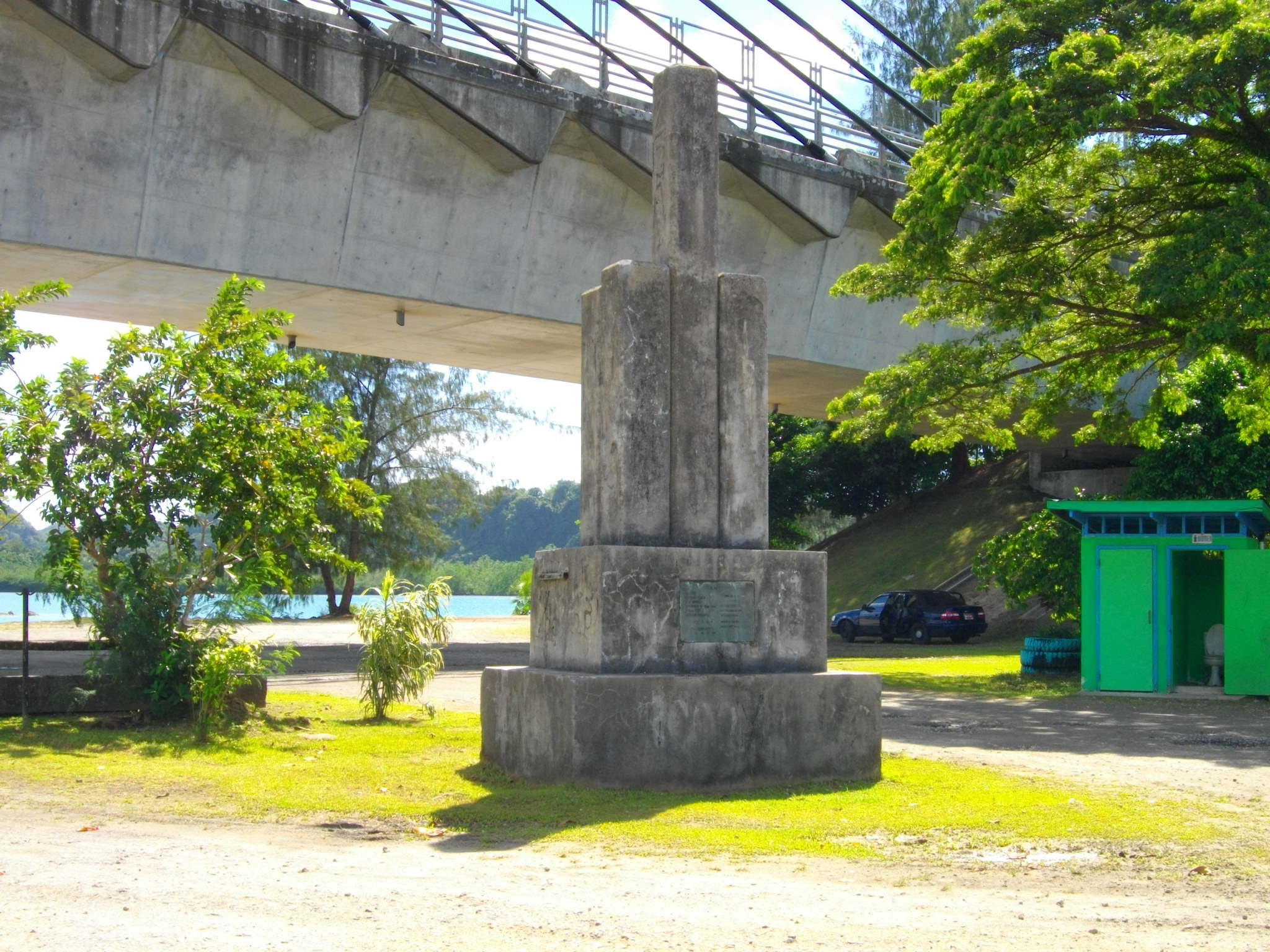
Monument érigé en souvenir de l'ancien pont de Koror-Babeldaob avec le nouveau pont en arrière-plan.

Cet accident coupe les communications terrestres entre la capitale, plus grande ville des Palaos et principal pôle touristique, Koror, et la plus grande île du pays, Babeldaob, où se trouve l'aéroport international Roman-Tmetuchl,. De plus, les canalisations d'eau potable et d'électricité qui empruntent le pont sont aussi coupées, privant de ces deux ressources les habitants de Koror, c'est-à-dire environ 12 000 personnes,. Le gouvernement paluan décrète alors l'état d'urgence et demande une aide internationale, notamment aux États-Unis et au Comité international de la Croix-Rouge, pour résoudre la crise humanitaire qui s'annonce,. Un service de ferries est mis en place entre les deux îles jusqu'en août 1997, date à laquelle un pont flottant en acier est provisoirement installé par Daiho Corporation pour un coût de 3,5 millions de dollars américains à côté de l'ancien pont,. Ce pont provisoire est constitué de barges mises bout-à-bout et comporte en son centre une travée permettant d'assurer le passage de petites embarcations,.
À la suite de la visite au Japon en 1996 du président paluan Kuniwo Nakamura qui a lui-même des origines japonaises, le gouvernement japonais annonce fin 1998 qu'il débloque 1,8 million de dollars américains pour déblayer les débris du pont en prévision de la construction d'un nouveau pont. Cette première aide financière sera suivie l'année suivante d'une nouvelle donation japonaise de 26 millions de dollars américains allouée à la construction, un million pour sa conception et 25 pour sa réalisation,,. Les travaux commencent par la destruction des ruines de l'ancien pont le 1er mars 1999. Initialement prévue à partir du 1er août 1999, la construction du pont à haubans actuel par Kajima Corporation débute à la mi-novembre et ce pour une durée de 26 mois,. Les délais sont respectés puisque le 17 juillet 2001, des milliers de Paluans assistent depuis le pont flottant à l'installation de la partie métallique centrale du nouvel ouvrage. Avant la fin du mois, le pont est terminé, à l'exception de la chaussée, de l'éclairage et de la signalisation routière. Officiellement achevé en octobre 2001, le nouveau pont est inauguré le 11 janvier 2002 et ouvert à la circulation le même jour à 17 h 0. Baptisé comme son prédécesseur, il porte aussi le nom de « pont de l'amitié Japon-Palaos » en l'honneur du lien qui unit les deux nations, le Japon étant un allié important des Palaos depuis leur indépendance en 1994. Une fois la circulation rétablie de manière pérenne entre les deux îles, le pont flottant est démonté dans le courant de l'année 2002.